# Hermonax
 (octobre 2014).
Si vous disposez d'ouvrages ou d'articles de référence ou si vous connaissez des sites web de qualité traitant du thème abordé ici, merci de compléter l'article en donnant les références utiles à sa vérifiabilité et en les liant à la section « Notes et références ».

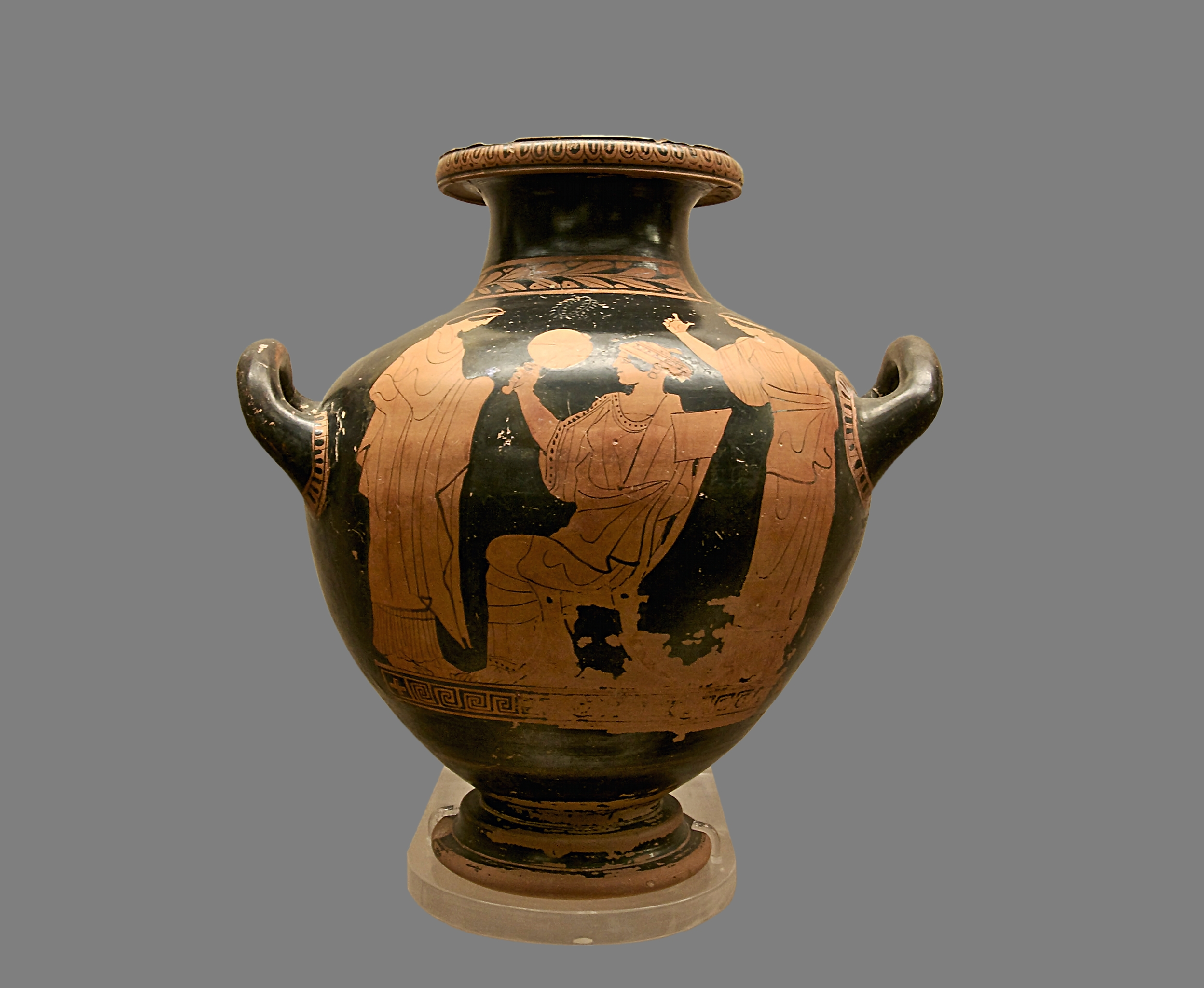
Hydrie peinte par Hermonax, trouvée à Camiros, Rhodes.

Hermonax (en grec ancien Ἑρμῶναξ, formé par contraction à partir de Ἑρμῆς et de ἄναξ) est un peintre de vases grecs. Il peint entre 470 et 440 av. J.-C., à Athènes. Dix vases, dont la plupart sont des stamnos et des lécythes, signés de la phrase « Hermonax l'a peint » ont été découverts. Il s'agit généralement de grands vases, mais quelques tasses ont également été découvertes.